# عامل سماعي
العامل السماعي هو العامل الذي يصح أن يقال فيه: هذا يعمل كذا وهذا يعمل كذا، وليس لك أن تتجاوز، كقولنا: إن الباء تجر ولم تجزم، وغيرهما.